# سين تف
سين تف أو SINTEF (بالنرويجية: Stiftelsen for industriell og teknisk forskning)‏ وتعني «مؤسسة البحوث الصناعية والتقنية»، هي منظمة بحثية مستقلة تأسست في عام 1950 في تروندهايم، النرويج متخصصه في مشاريع البحث والتطوير. يعمل بها أكثر من 2000 موظف من 75 دولة وتصل إيراداتها السنوية إلى ثلاثة مليارات كرونة نرويجية. ساعدت الشراكة الوثيقة مع الجامعة النرويجية للعلوم والتكنولوجيا (NTNU) والتي ترجع إلى عام 1950 أيضا في حصول سين تف على خبرة كبيرة في مجالات عديدة كالتكنولوجيا والطب والعلوم الاجتماعية.

## المنظمة عام 2017
- 2000 موظف من 75 جنسية.
- 3700 عميل.
- إيرادات 3.2 مليار كرونة نرويجية.
- مبيعات دولية قدرها 450 مليون كرونة نرويجية.

## الموظفين
- يوجد ثلاثة باحثين من بين كل أربع موظفين. فمن أصل 2000 موظف يوجد:
- 71% باحثين (56 % منهم حاصلين على درجة الدكتوراه).
- 13% مديرين وموظفين إداريين.
- 9% مهندسين.
- 7% فنيين.

## التسويق
للمنظمة جزء خاص يدير عمليات التسويق والدعايا حيث يقوم بترخيص وتطوير الشركات الجديدة اعتمادا على أساليب التكنولوجيا المطورة في أنشطة البحث العلمي. تم تأسيس قسم سينف تف تي تي أو (مكتب نقل التكنولوجيا) لتسويق نتائج البحوث وتسجيل براءات الاختراع وترخصيها.
فيما يلي قائمة بالشركات التي خرجت من سينف تف:
- أيبل باي تكنولوجي.
- بايوسيرجن.
- بلو امباكت.
- براين ايميج.
- سي فيد.
- فينزو نانو.
- ليسن.
- ماربي ليدز.
- مينيودو.
- ناكري.
- هانيويل.
- ني سونيك.
- بو لايت.
- سينسي بل.
- تيللو.
- زيفيد.

## الأبحاث
تنظم سين تف مؤتمرات في السبع مجالات التالية:
- الصحة.
- التكنولوجيا.
- الوقود والطاقة.
- تكنولوجيا المعلومات والاتصالات.
- المواد والكيمياء.
- أعمال البناء.
- العلوم البحرية.

## وصلات خارجية
- الموقع الرسمي للمنظمة.